# Хёрт, Миссисипи Джон
Джон Смит Хёрт (англ. John Smith Hurt), более известный как Миссиси́пи Джон Хёрт (англ. Mississippi John Hurt; 3 июля 1893 или 8 марта 1892 — 2 ноября 1966) — американский кантри-блюз-певец и гитарист.

## Биография
Джон Смит Хёрт родился в городке Тиок, округ Кэррол, Миссисипи, а вырос в Авалоне, штат Миссисипи. Хёрт начал играть на гитаре в возрасте девяти лет. В юности он играл в основном для друзей и на танцплощадках, зарабатывая на жизнь не музыкой, а фермерством. В 1923 году Хёрт играл вместе со скрипачом Вилли Нармором (Willie Narmour), заменяя его постоянного партнёра Шелла Смита (Shell Smith). Когда студия Okeh Records пригласила Нармора записать несколько песен, он рекомендовал Хёрта Томми Рокуэллу, продюсеру этой студии. После прослушивания, на котором Хёрт спел Роквеллу свою песню «Monday Morning Blues», он принял участие в двух сессиях звукозаписи в Мемфисе и Нью-Йорке. Слово «Миссисипи» было добавлено к имени Хёрта продюсерами, чтоб привлечь внимание публики к певцу. И тем не менее записи Хёрта не пользовались спросом. Звукозаписывающая компания разорилась в самом начале Великой депрессии и Хёрту пришлось вернуться в свой родной город, где он почти всю жизнь проработал на ферме и только изредка играл на вечеринках и танцевальных вечерах.
В 1963 году исследователь американского фольклора Том Хокинс нашёл записи 1928 года и, вдохновленный ими, разыскал Джона Хёрта. Увидев, что за эти годы Хёрт не утратил своего мастерства, Хокинс уговаривает его переехать в Вашингтон и устраивает для Хёрта концерты на большой сцене. На волне всеобщего интереса к фольклорной музыке Хёрт приобретает популярность, а его выступление в 1964 году на Ньюпортском фольклорном фестивале сделало его «звездой». Вплоть до своей смерти он играл в основном в колледжах, концертных залах, кофейнях, а также в ночном ток-шоу The Tonight Show Джонни Карсона. Хёрт записал ещё три альбома на студии Vanguard Records. Особенно популярны были его регтаймы «Salty Dog» и «Candy Man» и блюзовые баллады «Spike Driver Blues» (вариант песни «John Henry») и «Frankie».
Песни Хёрта оказали большое влияние на многие жанры: блюз, кантри, блюграсс, фолк и современный рок-н-ролл. Хёрт был мягким и застенчивым человеком и его характер отражался в его песнях. До конца дней его творчество было тонкой смесью кантри, блюза и народной музыки. Хёрт умер в ноябре 1966 года от сердечного приступа в Гренаде, штат Миссисипи.

## Памяти Джона Хёрта
Близ Авалона, у хайвэй номер 7, а также в Вэлли, у магазина Valley Store, установлены памятные маркеры в честь музыканта.
Американский певец и поэт Том Пакстон, который в 1963 году выступал на одной сцене с Хёртом в The Gaslight Cafe в Гринвич-Виллидж, написал песню «Did You Hear John Hurt?» («Вы слышали, Джон Хёрт?»). Пакстон и по сей день часто исполняет эту песню на своих концертах.

## Дискография

### Грампластинки
- "Frankie" / "Nobody's Dirty Business" (1928)
- "Stack O' Lee" / "Candy Man Blues" (1928)
- "Blessed Be the Name" / "Praying on the Old Camp Ground" (1928)
- "Blue Harvest Blues" / "Spike Driver Blues" (1928)
- "Louis Collins" / "Got the Blues (Can't Be Satisfied)" (1928)
- "Ain't No Tellin'" / "Avalon Blues" (1928)

### Альбомы
- Folk Songs and Blues (1963)
- Worried Blues (1964)
- Today! (1966)
- The Immortal Mississippi John Hurt (1967)
- The Best of Mississippi John Hurt (1970)
- Last Sessions (1972)
- Volume One of a Legacy (1975)
- Monday Morning Blues: The Library of Congress Recordings, vol. 1 (1980)
- Avalon Blues: The Library of Congress Recordings, vol. 2 (1982)
- Satisfied, live recordings (1982)
- The Candy Man (1982)
- Sacred and Secular: The Library of Congress Recordings, vol. 3 (1988)
- Avalon Blues (1989)
- Memorial Anthology (1993)